# Spar- und Leihkasse zu Bredstedt
Die Spar- und Leihkasse zu Bredstedt AG war eine freie öffentliche Sparkasse mit Sitz in Bredstedt in Schleswig-Holstein. Sie ist mit handelsrechtlicher Rückwirkung zum Jahresbeginn 2013 in der öffentlich-rechtlichen Nord-Ostsee Sparkasse aufgegangen.

## Organisationsstruktur
Die Spar- und Leihkasse zu Bredstedt AG war abschließend seit dem 1. Januar 2004 eine Aktiengesellschaft. Rechtsgrundlagen für die Sparkasse waren das Sparkassengesetz für Schleswig-Holstein und die durch die Hauptversammlung der Sparkasse erlassene Satzung. Weitere Organe der Sparkasse waren der Vorstand und der Aufsichtsrat.
Insgesamt beschäftigte die Spar- und Leihkasse zu Bredstedt AG zuletzt gut 100 Mitarbeiter. Sie betrieb neben der Hauptstelle in Bredstedt eine personenbesetzte Filiale in Langenhorn sowie eine SB-Filiale in Breklum.

## Geschäftsausrichtung und Geschäftserfolg
Die Spar- und Leihkasse zu Bredstedt AG betrieb als Sparkasse das Universalbankgeschäft. Im Verbundgeschäft arbeitete sie mit der LBS Bausparkasse Schleswig-Holstein-Hamburg AG, der DekaBank und der Provinzial NordWest sowie der Hamburger Sparkasse zusammen. Seit dem Jahrtausendwechsel hatte sie einen Schwerpunkt in der Kreditvergabe im Bereich der regenerativen Energien, insbesondere der Windenergie, aufgebaut. Darüber hinaus betrieb sie seit vielen Jahren mit Genehmigung des Sparkassen- und Giroverbandes für Schleswig-Holstein ein Reisebüro im eigenen Hause.

## Gebiet der Geschäftstätigkeit
Das Geschäftsgebiet der Spar- und Leihkasse zu Bredstedt war der Kreis Nordfriesland und die angrenzenden Kreise. Der mögliche Sitz von Zweigstellen beschränkte sich auf das Gebiet des ehemaligen Amtsgerichtsbezirk Bredstedt.

## Geschichte

### Rechtsformänderungen
Die Spar- und Leihkasse zu Bredstedt wurde am 28. Juni 1840 als damals 56. Sparkasse im Gebiet des heutigen Landes Schleswig-Holstein gegründet. Hieran waren 28 Bredstedter Bürger beteiligt. Wie zu der damaligen Zeit in Schleswig-Holstein üblich, die beiden Herzogtümer standen in Personalunion mit dem dänischen Königreich, handelte es sich um eine private Sparkassengründung.
Im Jahre 1899 erfolgte die erste Rechtsformänderung der Sparkasse. Ab diesem Zeitpunkt wurde sie in Form einer Gesellschaft mit beschränkter Haftung betrieben. Dies geschah aus dem Zweck heraus, um ausschließlich zum Segen der Stadt Bredstedt gemeinnützig wirken zu können.
102 Jahre nach der Gründung erfolgte erneut eine Rechtsformänderung. Um die Sparkasse unter Staatsaufsicht zu stellen und die Mündelsicherheit zu erlangen, stifteten alle Gesellschafter einen Betrag in Höhe des jeweiligen Geschäftsanteils zur Gründung der Stiftungs-Sparkasse gleichen Namens.
Die letzte Rechtsformänderung erfolgte im Jahr 2004. Mit handelsrechtlicher Rückwirkung auf den 1. Januar 2004, 00:00 Uhr, wurde der Bankbetrieb der Sparkasse gemäß Umwandlungsgesetz auf eine Aktiengesellschaft ausgelagert. Seit dieser Zeit firmierte die Sparkasse als Spar- und Leihkasse zu Bredstedt AG. Die ursprüngliche Stiftung wurde in Stiftung Spar- und Leihkasse zu Bredstedt Finanzholding umfirmiert und bestand als Firmenholding der Aktiengesellschaft weiter.

### Zusammenschlüsse
Insbesondere in den 1930er Jahren erfolgte eine Welle von Sparkassenzusammenschlüssen. So wurde die Sparkasse Bredstedt im Jahr 1937 mit der Langenhorner und 1942 mit der Ockholmer Spar- und Leihkasse vereinigt. In beiden Orten wurden Hauptzweigstellen eröffnet.
In der Nachkriegszeit wurde im Jahr 1973 zudem die Spar- und Darlehenskasse zu Dörpum übernommen. Dieses Ereignis stellte damals ein Novum dar, da es sich bei diesem Institut um eine eingetragene Genossenschaft handelte. Der dortige Geschäftsbetrieb in Form eines Zweigstellengeschäfts erfolgte bis ins Jahr 2002.
Zuletzt befand sich nur noch in Langenhorn eine (personenbesetzte) Zweigstelle des Instituts.

### Schieflage und Einstieg des Sparkassenverbandes
Im Jahr 2011 geriet die Spar- und Leihkasse zu Bredstedt in eine Schieflage, die zunächst Fusionsgespräche mit der Sparkasse Mittelholstein AG zur Übernahme nach sich zogen. Diese führten allerdings nicht zum Erfolg. Daraufhin hatten der bisherige 25,1 %-Minderheitsaktionär, die Haspa Finanzholding, und der Sparkassen- und Giroverband für Schleswig-Holstein je 50 % des Kapitals von der institutseigenen Stiftung übernommen. Die Beteiligung des Verbandes an einer Sparkasse stellte zum damaligen Zeitpunkt ein Novum dar und war der einzige verbliebene Ausweg zur Rettung des Sparkassenbetriebs. Die Übernahme durch die genossenschaftliche VR Bank eG in Niebüll, die ein Angebot abgegeben haben soll, war aus sparkassenpolitischen Gründen nicht gewollt. Die einzige verbliebene Sparkasse aus der Region, die für eine Fusion in Frage gekommen wäre, die Nord-Ostsee Sparkasse, war zum damaligen Zeitpunkt selbst eine Sanierungsbank und daher nicht in der Lage, das notwendige Kapital aufzubringen.

### Fusion mit der Nord-Ostsee Sparkasse
Ende Januar 2013 gaben die stützenden Vertreter aus der Sparkassenorganisation bekannt, dass das Bredstedter Institut nun doch mit der benachbarten Nord-Ostsee Sparkasse fusionieren soll.
Die Fusion erfolgte schließlich mit Vereinigungsvertrag vom 25. Juni 2013 rückwirkend zum 1. Januar 2013. Damit endete die Existenz der Spar- und Leihkasse zu Bredstedt fast auf den Tag genau 173 Jahre nach ihrer Gründung am 28. Juni 1840.